# 4 نوفمبر
- السبت
- الأحد
- الاثنين
- الثلاثاء
- الأربعاء
- الخميس
- الجمعة

- 110 جمادى الأولى 1447  هـ
- 211 جمادى الأولى 1447  هـ
- 312 جمادى الأولى 1447  هـ
- 413 جمادى الأولى 1447  هـ
- 514 جمادى الأولى 1447  هـ
- 615 جمادى الأولى 1447  هـ
- 716 جمادى الأولى 1447  هـ
- 817 جمادى الأولى 1447  هـ
- 918 جمادى الأولى 1447  هـ
- 1019 جمادى الأولى 1447  هـ
- 1120 جمادى الأولى 1447  هـ
- 1221 جمادى الأولى 1447  هـ
- 1322 جمادى الأولى 1447  هـ
- 1423 جمادى الأولى 1447  هـ
- 1524 جمادى الأولى 1447  هـ
- 1625 جمادى الأولى 1447  هـ
- 1726 جمادى الأولى 1447  هـ
- 1827 جمادى الأولى 1447  هـ
- 1928 جمادى الأولى 1447  هـ
- 2029 جمادى الأولى 1447  هـ
- 2130 جمادى الأولى 1447  هـ
- 221 جمادى الآخرة 1447  هـ
- 232 جمادى الآخرة 1447  هـ
- 243 جمادى الآخرة 1447  هـ
- 254 جمادى الآخرة 1447  هـ
- 265 جمادى الآخرة 1447  هـ
- 276 جمادى الآخرة 1447  هـ
- 287 جمادى الآخرة 1447  هـ
- 298 جمادى الآخرة 1447  هـ
- 309 جمادى الآخرة 1447  هـ
- 110 جمادى الآخرة 1447  هـ
- 211 جمادى الآخرة 1447  هـ
- 312 جمادى الآخرة 1447  هـ
- 413 جمادى الآخرة 1447  هـ
- 514 جمادى الآخرة 1447  هـ

4 نوفمبر أو 4 تشرين الثاني أو يوم 4 \ 11 (اليوم الرابع من الشهر الحادي عشر) هو اليوم الثامن بعد الثلاثمائة (308) من السنة، أو التاسع بعد الثلاثمائة (309) في السنوات الكبيسة، وفقًا للتقويم الميلادي الغربي (الغريغوري). يبقى بعده 57 يومًا على انتهاء السنة.

## أحداث
- 1780 - في عهد الوالي الإسباني في البيرو، قاد توباك أمارو الثاني تمردًا من فلاحي أيمارا وكيشوا ومستيزو احتجاجًا على إصلاحات البوربون.
- 1890 - بريطانيا العظمى تعلن زنجبار محمية بريطانية.
- 1911 - فرنسا وألمانيا توقعان معاهدة لتسوية خلافاتهما بشأن المصالح الاستعمارية في كل من المغرب والكونغو، بحيث تعترف فرنسا بمصالح ألمانيا في الكونغو وتعترف ألمانيا بمصالح فرنسا في المغرب.
- 1922 - الباحث الإنجليزي في علم المصريات هوارد كارتر يكتشف قبر توت عنخ آمون.
- 1931 - القوات البريطانية تقمع بعنف تمرد للمسلمين في كشمير.
- 1939 - عرض أول سيارة مكيفة في شيكاغو.
- 1952 - دوايت أيزنهاور يفوز في انتخابات الرئاسة الأمريكية.
- 1956 -
  - القوات الإسرائيلية تصل إلى قناة السويس وذلك أثناء العدوان الثلاثي على مصر.
  - ربع مليون جندي وألف دبابة سوفييتية تجتاح المجر لسحق ثورة بقيادة إيمري ناج الذي أعلن حياد البلاد وإنسحابها من حلف وارسو.
- 1974 - انقلاب يطيح بالنظام العسكري في اليونان.
- 1978 - الدبابات تفتح النار على الطلاب المتظاهرين ضد الشاه محمد رضا بهلوي.
- 1979 - بداية أزمة الرهائن الأمريكان، حيث احتجز 500 طالب إيراني 66 من طاقم سفارة الأميركية في طهران، وقد استمرت فترة الإحتجاز 444 يومًا وكانت مطالبهم استرداد الشاه محمد رضا بهلوي الذي يعالج في مستشفى في نيويورك.
- 1986 - بدء قضية إيران / كونترا بنبأ نشرته «صحيفة الشراع» اللبنانية حول تسليم الولايات المتحدة شحنة من الأسلحة إلى إيران للتوصل للإفراج عن الرهائن الأمريكيين المحتجزين في لبنان.
- 1995 - اغتيال رئيس الوزراء الإسرائيلي إسحاق رابين على يد اليهودي المتطرف إيجال عامير.
- 1997 - الموسيقار ياني يصدر ألبومه الثاني عشر بعنوان «Tribute» والذي يحتوي على 11 مقطوعة.
- 2008 - الناخبون الأمريكيون يتوجهون إلى صناديق الاقتراع لاختيار الرئيس الرابع والأربعون للولايات المتحدة من بين مرشح الحزب الديمقراطي باراك أوباما ومرشح الحزب الجمهوري جون ماكين.
- 2012 - القرعة الهيكلية لاختيار خلفًا لبابا الكنيسة القبطية الأرثوذكسية شنودة الثالث تنتج عن اختيار الأنبا تواضروس ليكون البابا 118 للكنيسة القبطية الأرثوذكسية تحت اسم تواضروس الثاني.
- 2015 -
  - استقالة رئيس وزراء رومانيا فيكتور بونتا من منصبه بعد حادثة حريق نادي كوليكتيف في بوخارست والتي راح ضحيتها نحو 200 شخص بين قتيل وجريح.
  - حادثة سقوط طائرة أنتونوف تسفر عن مقتل 41 شخصاً، عندما كانت في رحلة داخلية في جنوب السودان.
- 2016 - تنظيم الدولة الإسلامية يتبنى رسميا أول هجوم له على الأراضي التركية والذي خلف 11 قتيلا وحوالي 100 جريح.
- 2017 -
  - نادي الوداد الرياضي يُتَوَّج بلقب دوري أبطال أفريقيا للمرة الثانية في تاريخه بعد فوزه على النادي الأهلي المصري في مجموع مبارتي النهائي.
  - السلطات السعودية توقف العشرات من الأمراء ورجال الأعمال والوزراء على خلفية تهم متعلقة بالفساد.
  - قوات الدفاع الجوي الملكي السعودي تعترض صاروخًا باليستيًّا أطلقه الحوثيون باتجاه العاصمة الرياض و سقوط شظاياه في محيط مطار الملك خالد الدولي.
  - رئيس الوزراء اللُبناني سعد الدين الحريري يُعلن في كلمةٍ مُتلفزة من الرياض استقالته بِشكلٍ مُفاجئ احتجاجًا على سياسة إيران في لُبنان والوطن العربي.
- 2018 - الإعلان عن نتيجة استفتاء استقلال كاليدونيا الجديدة، حيثُ رفض 56.4% من المصوتين الاستقلال عن فرنسا.
- 2019 - حرق القنصلية الإيرانية في كربلاء.

## مواليد
- 1448 - الملك ألفونسو الثاني، ملك مملكة نابولي.
- 1470 - الملك إدوارد الخامس، ملك إنجلترا.
- 1650 - الملك ويليام الثالث، ملك إنجلترا.
- 1874 - ألكسندر كولتشاك، عسكري ومستكشف روسي.
- 1879 - ويل روجرز، ممثل كوميدي أمريكي.
- 1904 - عمر التلمساني، المرشد الثالث لجماعة الإخوان المسلمون.
- 1908 - جوزيف روتبلت، عالم فيزياء بريطاني حاصل على جائزة نوبل للسلام عام 1995.
- 1909 - بيرت باتينود، لاعب كرة قدم أمريكي.
- 1916 - روث هاندلر، سيدة أعمال أمريكية.
- 1926 - محمد الطوخي، ممثل مصري.
- 1932 -
  - توماس كلستيل، رئيس النمسا.
  - تشارلز كاو، عالم فيزياء صيني حاصل على جائزة نوبل في الفيزياء عام 2009.
- 1934 - بهنام الصائغ، طبيب وجراح وأكاديمي عراقي.
- 1936 - عليا، مغنية تونسية.
- 1946 - لورا بوش، زوجة الرئيس الأمريكي جورج دبليو بوش والسيدة الأمريكية الأولى.
- 1948 - أمادو توماني توري، رئيس مالي.
- 1951 - ترايان باسيسكو، رئيس رومانيا.
- 1952 - البابا تواضروس الثاني، بابا الكنيسة القبطية الأرثوذكسية.
- 1955 - ماتي فانهانن، رئيس وزراء فنلندا.
- 1963 - هوراسيو أليزوندو، حكم كرة قدم أرجنتيني.
- 1969 -
  - ماثيو ماكونهي، ممثل أمريكي.
  - شون كومز، مغني أمريكي.
- 1972 - لويس فيغو، لاعب كرة قدم برتغالي.
- 1975 - محمد حماقي، مغني مصري.
- 1976 -
  - ماريو ميلشيوت، لاعب كرة قدم هولندي.
  - دانيال باهر، سياسي ألماني.
- 1977 - جواهر، ممثلة كويتية.
- 1983 - عبد العزيز بن سعود بن نايف بن عبد العزيز آل سعود، وزير الداخلية.
- 1984 - أييلا يوسف، لاعب كرة قدم نيجيري.
- 1985 - مارسيل يانسن، لاعب كرة قدم ألماني.

## وفيات
- 1847 - فيلكس مندلسون، موسيقي ألماني.
- 1918 - ويلفريد أوين، شاعر إنجليزي.
- 1921 - داود صليوا، صحفي ومدرس وشاعر عراقي.
- 1924 - غابرييل فوري، موسيقي فرنسي.
- 1946 - أبو الحسن الموسوي الأصفهاني، مرجع وفقيه شيعي إيراني-عراقي.
- 1974 -
  - بيرت باتينود، لاعب كرة قدم أمريكي.
  - عبد الكريم الدجيلي، شاعر وكاتب عراقي.
- 1978 - محمود الأفغاني، شاعر فلسطيني.
- 1995 -
  - إسحاق رابين، رئيس وزراء إسرائيل حاصل على جائزة نوبل للسلام عام 1994.
  - جيل دولوز، فيلسوف فرنسي.
- 2008 - مايكل كرايتون، مؤلف أمريكي.
- 2010 - الطاهر شريعة، مخرج سينمائي تونسي.
- 2012 - شكري العقيدي، ممثل ومخرج عراقي.
- 2017 - إيزابيل جرانادا، ممثلة ومغنية فليبينية إسبانية.

## أعياد ومناسبات
- يوم الوحدة الوطنية في روسيا.
- عيد العلم في بنما.
- عيد النصر في إيطاليا.
- عيد الحب في مصر.

## وصلات خارجية
- وكالة الأنباء القطريَّة: حدث في مثل هذا اليوم.
- أرشيف مصر: حدث في مثل هذا اليوم.
- BBC: حدث في مثل هذا اليوم.